# Подкина, Марианна Борисовна
Мариа́нна Бори́совна По́дкина (10 февраля 1931, Краснодар — 3 октября 2003, Минск) — советская артистка балета и педагог, солистка Пермского театра оперы и балета им. П. И. Чайковского в 1950—1974 годах. Заслуженная артистка РСФСР (1957), Народная артистка РСФСР (1967).

## Биография
Родилась в городе Краснодаре. В 1950 году закончила Пермское хореографическое училище по классу педагога Екатерины Гейденрейх (диплом с отличием), после чего была принята в труппу Пермского театра оперы и балета им. П. И. Чайковского. Первая прима-балерина труппы из выпускников Пермского училища. Для Подкиной был характерен яркий наступательный стиль танца, отличавшийся виртуозной техникой и броским артистическим темпераментом.
В 1951—1989 годах (с перерывами) преподавала в родном Пермском хореографическом училище, затем в Харькове и Кишинёве. В 1974 году — педагог-репетитор Национального театра в Каире (Египет), в 1989—1991 годах — педагог-репетитор театра в Варне (Болгария), позднее — педагог-репетитор минского Большого театра оперы и балета.
Жена хореографа Марата Газиева.
Участвовала в вечере «Чествование выдающихся деятелей пермского балета XX столетия», организованном пермским обществом «Арабеск» (Пермь, 11 декабря 2000). 14 марта 2001 года в Пермском театре прошёл творческий вечер балерины — в её честь был дан балет «Дон Кихот».

## Репертуар
- Грушенька*, «Грушенька» (1957)
- Мать*, «Берег надежды»
- Марютка*, «Выстрел»
- Фея драгоценностей, Фея Сирени, принцесса Аврора — «Спящая красавица»
- испанский танец, Одиллия — «Лебединое озеро»
- цыганка, Флёр де Лис, Эсмеральда — «Эсмеральда»
- индусский танец, Гамзатти, Никия — «Баядерка»
- па-де-де I акта, Мирта — «Жизель»
- Китри, Уличная танцовщица, «Дон Кихот»
- Джульетта, «Ромео и Джульетта»
- Хрусталь, Катерина, Хозяйка Медной горы — «Каменный цветок»
- Бэла, Тамара — «Бэла»
- Эгина — «Спартак»

(*) — первая исполнительница партии.

## Фильмография
Участвовала в съёмках документального фильма «Пермское хореографическое» («Пермьтелефильм», 1965, режиссёр Лев Футлик) и видеоочерка «Трудное счастье Е. Гейденрейх» (TV-Пермь, 1998).

## Награды и звания
- 1957 — Заслуженная артистка РСФСР
- 1967 — Народная артистка РСФСР
- 1971 — Орден Трудового Красного Знамени